# Zentrale Geistliche Verwaltung der Muslime Russlands

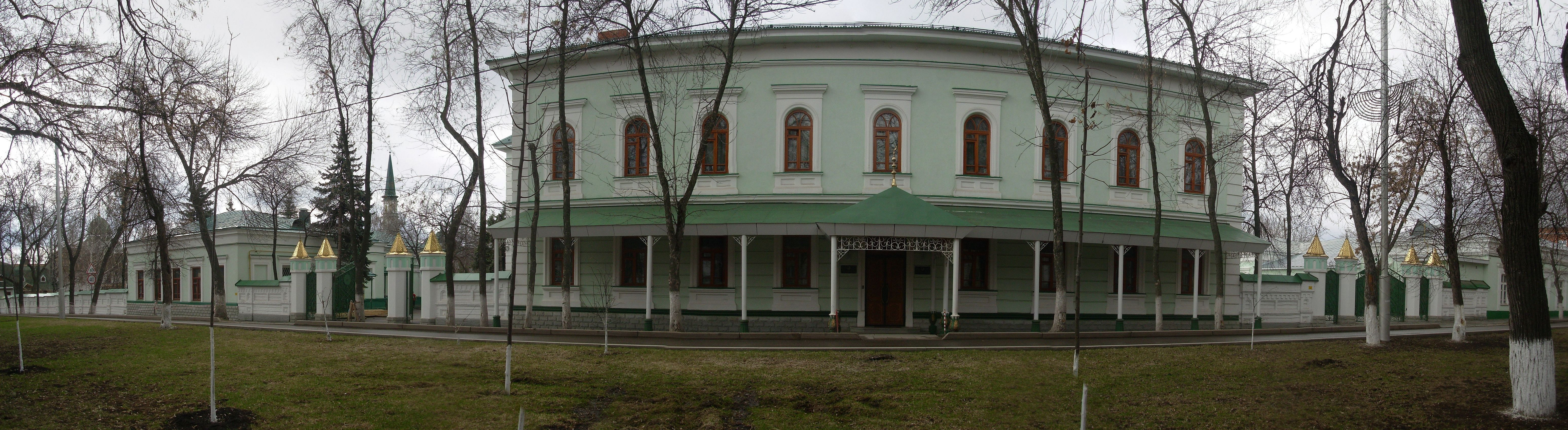
Der Sitz der ZDUM in Ufa

Die Zentrale Geistliche Verwaltung der Muslime Russlands (russisch Центральное духовное управление мусульман России Zentralnoje duchownoje uprawlenije musulman Rossii; Abk. ЦДУМ ZDUM) ist ein Dachverband islamischer Organisationen in Russland mit Sitz in Ufa, der Hauptstadt der Republik Baschkortostan. Ihr Vorsitzender führt den Titel „Oberster Mufti“ (Werchovnij Mufti) und Schejch-ul-Islam. Die ZDUM ist 1994 aus der „Geistlichen Verwaltung der Muslime des europäischen Teils der Sowjetunion und Sibiriens“ (Duchownoje uprawlenije Musulman ewropejskowo tschasti SSSR i Sibiri; DUMES) hervorgegangen und steht in der Tradition der Orenburger Mohammedanischen Geistlichen Versammlung, die bereits im späten 18. Jahrhundert gegründet wurde. Ideologisch steht die ZDUM teilweise dem Eurasismus von Alexander Dugin nahe.

## Jurisdiktions- und realer Einflussbereich
Die Jurisdiktion der ZDUM erstreckt sich theoretisch auf das gesamte Territorium der Russischen Föderation (mit Ausschluss der Regionen Krasnodar und Stawropol und der nordkaukasischen Republiken), sowie auf die europäischen GUS-Staaten.
Ihr realer Einflussbereich ist allerdings erheblich kleiner. Vollständig hat sie nur die Oblaste Astrachan, Wolgograd, Samara, Nowosibirsk, Tscheljabinsk, die Region Perm, die Republiken Tschuwaschien, Udmurtien, Mari El und den Autonomen Kreis der Chanten und Mansen unter ihrer Kontrolle. Den Föderationskreis Nordwestrussland, die Oblaste Kemerowo, Kirow, Omsk, Pensa, Rostow, Sachalin, Swerdlowsk, Tomsk, Uljanowsk, die Republiken Baschkortostan und Mordwinien, Moskau und den Autonomen Kreis der Jamal-Nenzen kontrolliert sie dagegen nur teilweise. In den Republiken Tatarstan und Sacha und im Oblast Moskau gehören ihr lediglich einzelne Gemeinden an. Insgesamt unterstehen ihr ca. 800 Gemeinden.

## Organisatorischer Aufbau

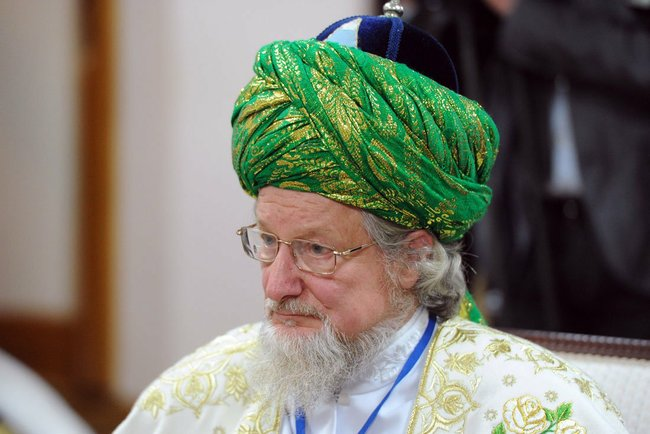
Talgat Tadschuddin, derzeitiger Vorsitzender der ZDUM

Die Organisation wird von einem Vorsitzenden geleitet, der von der Versammlung der Muslime Russlands für eine lebenslange Amtszeit gewählt wird und den Titel eines Obersten Mufti und Schejch-ul-Islam führt. Derzeitiger ZDUM-Vorsitzender ist Talgat Tadschuddin. Seine Residenz befindet sich in der Ğabdulla-Tuqay-Straße in Ufa.

### Regionale Aufgliederung
Die ZDUM ist in 22 regionale Muftiate gegliedert, die jeweils den Status von Regionalen Geistlichen Verwaltungen haben und von Muftis geleitet werden. Außerhalb Russlands besitzt die ZDUM nur noch eine Vertretung in der Ukraine. Die Leiter der regionalen geistlichen Verwaltungen werden vom ZDUM-Vorsitzenden nach einem Vorschlag des ZDUM-Präsidiums eingesetzt. Viele Muftiate gliedern sich wiederum in Muchtasibate. Hier eine Liste der Regionalen Geistlichen Verwaltungen (auf Russisch RDUM abgekürzt) auf Grundlage der Darstellung auf ihrer Website:
- RDUM der Oblast Astrachan
- RDUM der Republik Baschkortostan
- RDUM der Oblast Wolgograd
- RDUM der Oblast Kirow, auch Wjatka-Muftiat genannt
- RDUM der Oblast Kurgan
- RDUM der Republik Mari El
- RDUM der Republik Mordwinien
- RDUM der Oblast Orenburg
- RDUM der Oblast Pensa
- RDUM der Region Perm
- RDUM der Oblast Rostow
- RDUM der Oblast Samara
- RDUM der Oblast Swerdlowsk
- RDUM von Sankt Petersburg und Nordwestrussland
- RDUM von Sibirien
- RDUM der Republik Udmurtien
- RDUM der Oblast Uljanowsk
- DUM des Fernen Ostens
- RDUM des Autonomen Kreises der Chanten und Mansen
- RDUM der Oblast Tscheljabinsk
- RDUM der Republik Tschuwaschien
- RDUM des Autonomen Kreises der Jamal-Nenzen
- Muchtasibat der Oblast Wladimir

In den Oblasten Kaliningrad, Sachalin und Tjumen besitzt die ZDUM nur Vertretungen.

### Islamische Universität und Presseorgan
Zu den religiösen Bildungsinstitutionen, die die ZDUM unterhält, gehört die Russländische Islamische Universität (Rossijskij Islamskij Universitet) in Ufa mit zwei Fakultäten für Theologie und Pädagogik. Studierende können nach vier Jahren einen Bachelorabschluss, nach fünf Jahren ein Diplom und nach sechs Jahren einen Master erwerben. Im Jahre 2008 waren 800 Studenten in der Einrichtung eingeschrieben, 58 machten einen Abschluss. Die Universität unterhält ein Netz von Filialen.
Die ZDUM gibt eine eigene Zeitschrift mit dem Titel Magljumat al-Bulgar heraus.

## Geschichte

### Die Vorgängerinstitutionen: OMDS und DUMES
Die ZDUM steht in der Tradition der Orenburger Mohammedanischen Geistlichen Versammlung (Orenburgskoje magometanskoje duchownoje sobranije; OMDS), die am 22. September 1788 durch ein kaiserliches Edikt von Katharina II. in Ufa gegründet und 1789 eröffnet wurde. Die Gründung fand im Auftrag der Militärgouverneurs Ossip Igelström statt als staatliche Einrichtung für die Prüfung und Auswahl des Klerus. Im Laufe der Zeit erweiterte sich die Zuständigkeiten, zu denen die Aufsicht über den muslimischen Klerus zählen, der Bau und Unterhalt von Moscheen und die Schlichtung von Rechts- und Familienstreitigkeiten. Bis zur Oktoberrevolution erstreckte sich der Jurisdiktionsbereich der OMDS erstreckte sich auf das gesamte Territorium des Russischen Kaiserreichs mit Ausschluss des Gouvernements Taurien, das eine eigene geistliche Verwaltung hatte.
Im Jahre 1917 wurde die OMDS in „Zentrale Geistliche Verwaltung der Muslime Innerrusslands“ (Zentralnoje duchownoje uprawlenije musulman wnutrennej Rossii; ZDUMWR) umbenannt. Die Jahre 1943/44 sahen die Gründung drei weiterer unabhängiger Geistlicher Verwaltungen für die Muslime des Nördlichen Kaukasus, Transkaukasiens und Zentralasiens. Die ZDUMWR wurde 1948 in „Geistliche Verwaltung der Muslime des europäischen Teils der Sowjetunion und Sibiriens“ (Duchownoje uprawlenije Musulman ewropejskowo tschasti SSSR i Sibiri; DUMES) umbenannt. Als Jurisdiktionsbereich wurden dieser Organisation die Russische Sozialistische Föderative Sowjetrepublik mit Ausschluss der Republiken des Nördlichen Kaukasus sowie die europäischen Republiken der Sowjetunion zugewiesen. Von den vier in der Sowjetunion aktiven Geistlichen Verwaltungen nahm die „Geistliche Verwaltung der Muslime Zentralasiens und Kasachstans“ (Duchownoje uprawlenje Musulman srednej Asii i Kasachstana; SADUM), die ihren Sitz in Taschkent hatte, die führende Stellung ein. Zum Vorsitzenden der DUMES wurde 1980 Talgat Tadschuddin gewählt.
Im Januar 1991 fasste das Präsidium der DUMES den Beschluss, in Schlüsselregionen seines Jurisdiktionsbereichs Muchtasibate zu bilden, kleine muslimische Organisationseinheiten. Am 21. Januar 1992 erklärten die Imam-Muchtasibs der Muchtasibate von Ufa, Kasan, Saratow und Tjumen ihren Austritt aus der DUMES und die Bildung unabhängiger Geistlicher Verwaltungen auf Basis ihrer jeweiligen Muchtasibate. Es begann ein fortschreitender Prozess der Aufspaltung der DUMES. Ab September 1992 wurden die Muchtasibate in Muftiate umgewandelt. Der sechste außerordentliche Kongress der Muslime des europäischen Teils der GUS und Sibiriens, der im November 1992 in Ufa stattfand, befürwortete die Aktivitäten des DUMES-Vorsitzenden und missbilligte die Abspaltungen.

### Umbenennung in ZDUM und Ermächtigung Tadschuddins

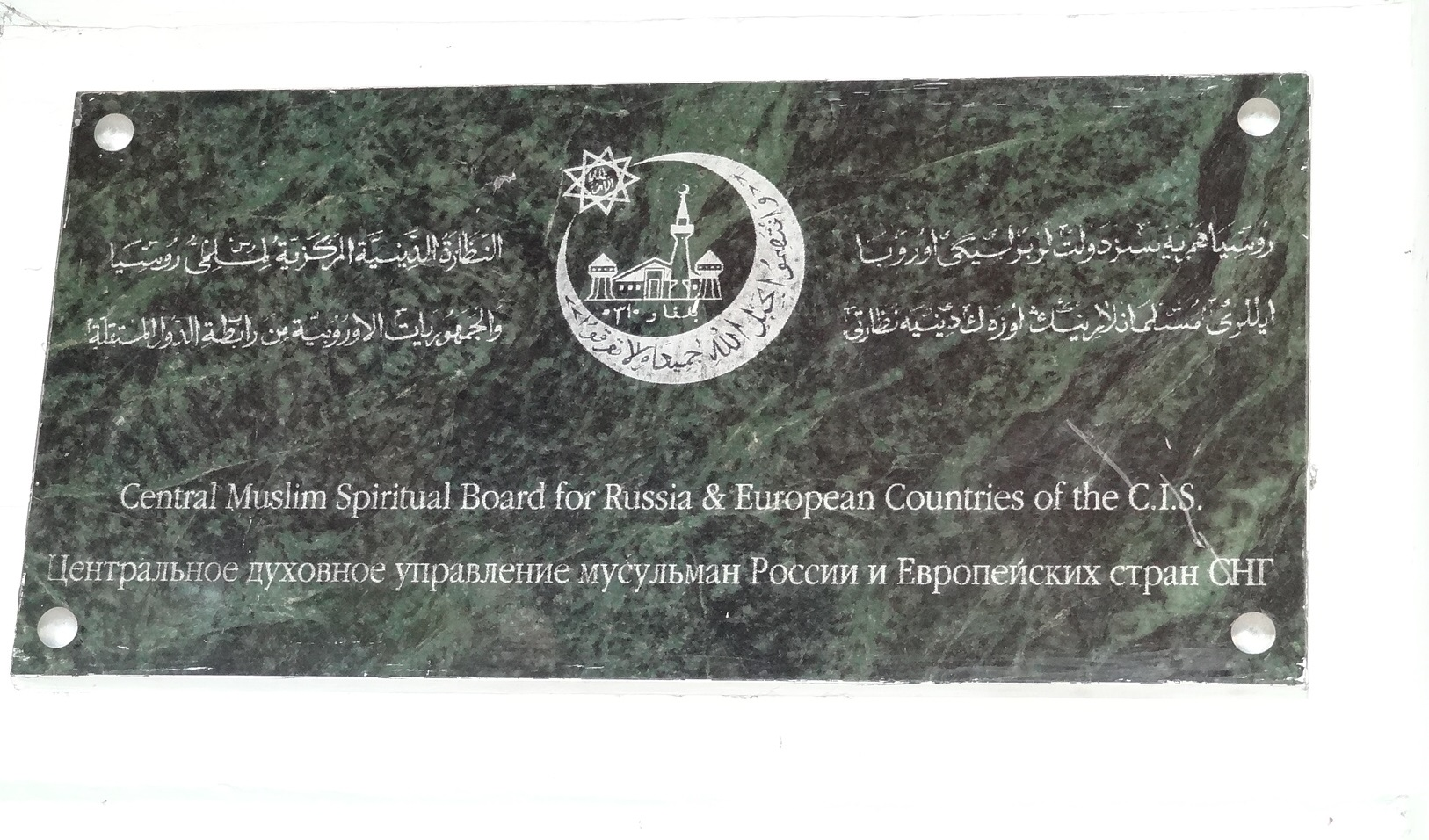
Tafel mit dem Namen „Zentrale geistliche Verwaltung der Muslime Russlands und der europäischen Länder der GUS“, bis 2000 der offizielle Name der ZDUM

Am 6. März 1994 wurde eine neue Satzung der DUMES verabschiedet. Durch sie erhielt die DUMES den neuen Namen „Zentrale Geistliche Verwaltung der Muslime Russlands und der europäischen GUS-Staaten“ (Zentralnoje duchownoje uprawlenije musulman Rossii i ewropejskich stran SNG; Abk. ZDUM), ihr Vorsitzender bekam gleichzeitig auf Lebenszeit den Titel „Oberster Mufti“ verliehen und unterlag nicht mehr der Wiederwahl. Am 27. Oktober 1994 trat auf Initiative des verantwortlichen Sekretärs der ZDUM Samir Chairullin ein außerordentliches Plenum zusammen, das den Präsidenten der ZDUM, den Obersten Mufti Talgat Tadschuddin, von seinen Ämtern absetzte und Samir Chairullin zum kommissarischen Präsidenten ernannte. Der siebte außerordentliche Kongress der ZDUM, der durch die Anhänger von Chairullin, die sogenannten „Initiativgruppen“, am 1. November 1994 zusammengerufen wurde, bestätigte den Beschluss des außerordentlichen Plenums und wählte Samir Chairullin zum neuen Präsidenten. Am 7. Dezember 1994 trat in Ufa ein erweitertes Plenum zusammen, das die Beschlüsse des außerordentlichen Plenums vom 27. Oktober und des siebten außerordentlichen Kongresses vom 1. November, die durch die Initiativgruppen organisiert worden waren, für ungültig erklärte und die Einberufung eines außerordentlichen ZDUM-Kongresses beschloss. Am 10. Dezember endete die Auseinandersetzung zwischen Tadschuddin und den Initiativgruppen. Tadschuddin und Chairullin gaben eine gemeinsame öffentliche Erklärung ab, in der letzterer die Niederlegung seiner Ämter bekanntgab und um Verzeihung für das Getane bat.
Der achte außerordentliche Kongress der ZDUM, der am 8. Juni 1998 in Bolgar stattfand, bestätigte die Vollmachten Tadschuddins und nahm die Satzung der ZDUM sowie Mustersatzungen für die regionalen Muftiate an. Im Oktober 2000 änderte die ZDUM ihren offiziellen Namen in „Zentrale Geistliche Verwaltung der Muslime Russlands“ (Zentralnoje duchownoje uprawlenije musulman Rossii) ab, strich also die europäischen GUS-Staaten aus ihrer Bezeichnung. Am 23. Dezember 1998 gehörte die ZDUM zu den Mitbegründern des Interreligiösen Rats Russlands.

### Dschihad-Erklärung gegen die USA und Großbritannien
Im Winter 2001 schloss sie ein strategisches Bündnis mit der „Eurasia“-Bewegung von Alexander Geljewitsch Dugin und nahm deren Vertreter in ihre Führungsorgane auf. Die neue ideologische Ausrichtung machte sich zum ersten Mal in der breiten Öffentlichkeit bemerkbar, als Talgat Tadschuddin am 3. April 2003 auf einem Meeting der Partei Einiges Russland in Ufa den Hauptmitgliedern der anti-irakischen Koalition, USA und Großbritannien, den Dschihad erklärte. Am folgenden Tag verwarnte der Staatsanwalt der Republik Baschkortostan Florid Bojkow Tadschuddin offiziell und warf ihm vor, gegen das Gesetz über die Bekämpfung extremistischer Aktivitäten verstoßen zu haben, weil „die Erklärung eines muslimischen Heiligen Krieges religiöse Streitigkeiten befördere“. Die Vertreter der Generalstaatsanwaltschaft drohten sogar damit, die Aktivität der ZDUM zu verbieten, wenn Tadschuddin seine Erklärung nicht widerrufe. Am 14. April wurde auf einer außerordentlichen erweiterten Sitzung des Russischen Muftirats ein Fatwa angenommen, das konstatierte, dass Talgat Tadschuddin den Schoß des Islams verlassen habe und wie ein Pseudoprophet auftrete, weil er sich Vollmachten des Propheten Mohammed anmaße, in dem er im Namen des „Allerhöchsten“ spreche. Später wurde eine ergänzende Fatwa angenommen, die Tadschuddin für geisteskrank und infolgedessen juristisch handlungsunfähig erklärte. Wenn auch diese Fatwas nach dem islamischen Recht nur für die Anhänger des Muftirats Geltung hatten, stellten die Massenmedien sie so dar, als ob es sich um eine Rüge der gesamten muslimischen Gemeinschaft gegen den Führer der ZDUM darstellte.
In den folgenden Jahren konnte sich die ZDUM allmählich von der Krise, die Tadschuddins Dschihad-Erklärung ausgelöst hatte, erholen, ihre Arbeit normalisieren und zum Teil sogar erfolgreiche Vorstöße der Expansion auf das Territorium des Russischen Muftirats unternehmen.

### Liste der Muftis
Dies ist eine Liste der Muftis, die an der Spitze der Organisation standen:
- M. Husainov (1789–1824)
- G. Gabdrahimov (1825–1840)
- G. Suleymanov (1840–1862)
- S. Tevkelev (1865–1885)
- M. Sultanov (1886–1915)
- M. Bayazitov (1915–1917)
- G. Barudi (1917–1921)
- R. Fakhretdinov (1923–1936)
- G. Rasulev (1936–1950)
- S. Hiyaletdinov (1951–1974)
- G. Isaev (1975–1980)
- Talgat Tadzhuddin (1980)